# Hitlers Rede vor dem Industrie-Club Düsseldorf
Hitlers Rede vor dem Industrie-Club Düsseldorf war eine Rede von Adolf Hitler am 26. Januar 1932 im Parkhotel Düsseldorf vor Vertretern der deutschen Wirtschaft, in der er wichtige Elemente seines Geschichts- und Menschenbilds und seine Gedanken zum „Wiederaufstieg“ Deutschlands vorstellte.

## Vorgeschichte
In den Jahren 1926 und 1927 hatte Hitler bei seiner Ruhrkampagne bereits fünf Reden im Ruhrgebiet vor Wirtschaftsführern gehalten, mit denen er erfolglos versucht hatte, die Ruhr-Industriellen zur Unterstützung der NSDAP zu bewegen. Einzig Fritz Thyssen bekannte sich zum Nationalsozialismus und unterstützte die Partei auch finanziell. Ende 1931 schlug er vor, Hitler in den Industrie-Club einzuladen, was dort erhebliche interne Konflikte auslöste. Die Statuten schlossen eigentlich politische Vorträge aus, doch hatte man im Herbst 1931 den Sozialdemokraten Max Cohen eingeladen. Daraufhin bestand Thyssen darauf, dass auch ein Nationalsozialist eingeladen wurde. Jost Henkel lud daraufhin zunächst Gregor Strasser ein, der in den Kreisen der Bergbauindustrie als gemäßigter Nationalsozialist galt und der deshalb ab Frühjahr 1931 regelmäßig einen Monatsbetrag von 10.000 Reichsmark erhielt. Thyssen berichtete Hitler von der Einladung an Strasser. Der Parteiführer entschied, selbst als Redner aufzutreten.
Hintergrund war das schlechte Image, das die NSDAP bei vielen Managern und Unternehmern hatte. Viele der untergeordneten Parteichargen, von denen nicht wenige den Sozialismus im Parteinamen ernst nahmen, spekulierten offen über Kreditschöpfung, mit der der von den Unternehmern stets begrüßten Deflationspolitik ein Ende gemacht werden sollte. Wenige Wochen vor Hitlers Rede, im November 1931, hatten die Boxheimer Dokumente Furore gemacht, in denen der hessische Nationalsozialist Werner Best im Falle einer gewaltsamen Machtübernahme unter anderem die Abschaffung sämtlicher Privateinkommen angekündigt hatte. Hitler hatte sich zwar intern für den so genannten Wagemann-Plan ausgesprochen, benannt nach dem Direktor des Statistischen Reichsamtes Ernst Wagemann, der ohne Absprache mit der Regierung Brüning die konjunkturschädliche Deflation durch eine moderate Ausweitung der Geldmenge bekämpfen wollte. Zu diesem Zweck schlug er vor, eine zweite Geldsorte einzuführen, die nicht mehr der Deckungspflicht des Golddevisenstandards unterliegen sollte. Nach außen kam es ihm aber auf geldpolitische Seriosität an, weswegen er bereits im Dezember der Auslandspresse ein viel beachtetes Interview gegeben und betont hatte, im Falle einer Machtübernahme die privaten Schuldtitel nicht antasten zu wollen.

## Ablauf

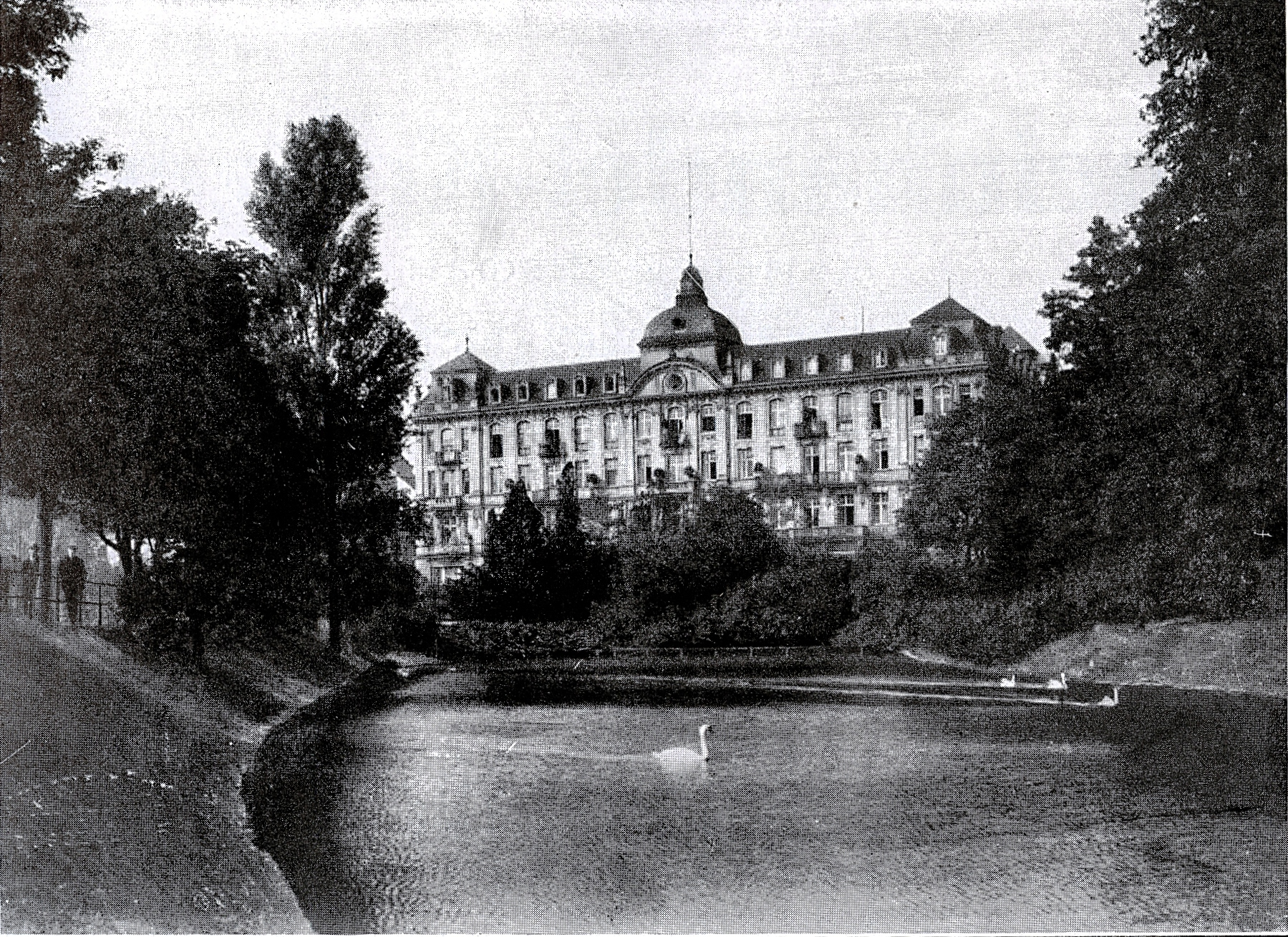
Parkhotel Düsseldorf

Das Interesse an der Veranstaltung war mit 650 Zuhörern außerordentlich groß. Karl Haniel, der damalige Vorsitzende des Düsseldorfer Industrie-Clubs, schrieb am 20. Januar 1932 an Gustav Krupp von Bohlen und Halbach auf dessen Hinweis, er habe keine Einladung erhalten: „Der Andrang der Clubmitglieder zum Hitler-Vortrag übersteigt tatsächlich unsere kühnsten Erwartungen und der größte Saal des Parkhotels ist leider nicht größer zu machen als er nun mal ist“.
Informationen über Hitlers Besuch waren vorab an die sozialdemokratische und die kommunistische Presse durchgesickert, weswegen es am 26. Januar vor dem Hotel zu gewalttätigen Demonstrationen von Kommunisten, Sozialdemokraten und Gewerkschaftsmitgliedern gegen das befürchtete Bündnis von Großindustrie und NSDAP kam. Für viele Zuhörer kam der Weg in das Hotel einem „Spießrutenlaufen“ gleich, Hitler selbst gelangte durch einen Seiteneingang unbehelligt ins Gebäude.
Die Veranstaltung begann gegen 18 Uhr im großen Ballsaal des Hotels, der bis auf den letzten Platz besetzt war. Viele Gäste mussten stehen, für Zuspätkommer wurde die Veranstaltung über Lautsprecher in einen Nachbarraum übertragen. Nach einem Grußwort von Oberbürgermeister Robert Lehr (DNVP) erklomm Hitler eine provisorisch errichtete Tribüne zu seiner etwa zweieinhalbstündigen Rede. Anschließend dankte Haniel dem Redner, und Thyssen machte einige Schlussbemerkungen, die er mit „Heil, Herr Hitler!“ abschloss. Die Versammelten mochten in diesen Ruf nicht einstimmen. Albert Vögler wollte nun mit einigen Fragen die übliche Diskussion in Gang bringen, wurde von Thyssen aber unterbrochen, der die Veranstaltung für beendet erklärte. Hitler verließ das Hotel, an dem bei Versammlungen des Industrie-Clubs üblichen gemeinsamen Abendessen nahm an seiner statt Hermann Göring teil.
Paul Kleinewefers, der 27-jährige Geschäftsführer eines kleinen Krefelder Maschinenbauunternehmens, konnte an der Veranstaltung teilnehmen, weil sein Vater ihm seine Mitgliedskarte geliehen hatte. In seinen 1977 erschienenen Erinnerungen berichtet er, am Ende der Rede habe es „ungehemmten Dauerbeifall“ gegeben. Ähnliches meldeten auch die sozialdemokratischen und kommunistischen Zeitungen, die dem Ereignis große Aufmerksamkeit widmeten. Andere Teilnehmer berichteten dagegen, die versammelten Unternehmer hätten „auffallend zurückhaltend“ reagiert. Der spätere Hitler-Biograph Konrad Heiden urteilte, „die Reaktion der Mehrheit sei lauwarm oder gar negativ gewesen“. Am Tag nach der Rede trafen sich Thyssen, Vögler und Ernst Poensgen mit Hitler, Göring und Röhm auf Thyssens Schloss Landsberg. Im April 1932 sprach dann noch einmal Göring vor dem Industrieclub.
Der Historiker Karsten Heinz Schönbach wertete einen Bericht des Polizeipräsidenten von Düsseldorf aus. Nach ihm waren „fast alle Syndizi und Direktoren der größten Werke“ anwesend. Der Bericht vermerkte, dass der Vortrag einen „tiefen Eindruck“ machte und mit „großem Beifall aufgenommen wurde“ und kam zur Feststellung:

„Die Dankesworte, die Herr Landrat a.D. Haniel und Herr Thyssen sprachen, liessen erkennen, das Hitler allen aus der Seele gesprochen hat.“

Fritz Thyssen soll zudem am Ende der Rede „Heil Hitler“ gerufen haben, was Rudolf Hilferding (SPD) am 10. Mai im Reichstag dem linken Flügel der NSDAP um Gregor Strasser als Beweise für die Nähe von NSDAP und „Großindustriellen“ vorwarf.

## Inhalt
Alle Aussagen über den Inhalt der Rede stehen unter dem Vorbehalt, dass eine authentische Quelle nicht existiert. Die stenografische Mitschrift wurde seinerzeit vernichtet. Es ist jedoch überliefert, dass es auffällige Abweichungen zwischen dieser Mitschrift und dem von der NSDAP veröffentlichten Wortlaut gegeben habe.
Hitler sprach in seiner Rede hauptsächlich über sein Geschichts- und Menschenbild. Er unterschied sich dabei nicht wesentlich von seinen diesbezüglichen Ausführungen in seiner Schrift Der Weg zum Wiederaufstieg vom Sommer 1927. Den Antisemitismus der NSDAP und ihr mit sozialistischen Versatzstücken durchsetztes 25-Punkte-Programm erwähnte er nicht. Auch auf aktuelle wirtschaftspolitische Fragen, etwa wie die Weltwirtschaftskrise bekämpft werden könne oder wie mit den in der Bankenkrise de facto verstaatlichten Großbanken weiter verfahren werden solle, ging er mit keinem Wort ein. Vielmehr erläuterte er ausführlich und mit zahlreichen historischen Beispielen seine These, dass es vor allem auf die Politik und den in ihr wirksamen Willen ankomme, weniger auf außenpolitische Rahmenbedingungen wie den Versailler Vertrag. Diese überraschende Feststellung war ein Seitenhieb gegen den vom Reichsverband der Deutschen Industrie immer noch unterstützten Reichskanzler Heinrich Brüning, dem man allgemein die Zahlungspause bei den Reparationszahlungen als großes Verdienst anrechnete. Letzte Ursache der deutschen Misere sei gar nicht die Weltwirtschaftskrise, die Hitler sozialdarwinistisch als naturwüchsige Überproduktionskrise erklärte, sondern ein Mangel an Einheit und Einheitlichkeit im Volk. In diesem Zusammenhang polemisierte er entschieden gegen die Demokratie. Der ihr zugrunde liegende Gedanke der Gleichheit aller Menschen bedeute nämlich „eine Majorisierung des Genies, eine Majorisierung der Fähigkeit und des Persönlichkeitswertes“. Mit diesem Bekenntnis zur Ungleichheit der Menschen verband Hitler eine sozialdarwinistisch verstandene Bejahung des Privateigentums und der Einkommensunterschiede im Volk. Der Klassenkampf müsse überwunden werden, andernfalls drohe bolschewistisches Chaos. Nötig sei ein Glaube und ein weltanschauliches Programm, wie seine Partei es anbiete. Würden dadurch Deutschlands Einheit und seine Stärke wiederhergestellt, dann stelle sich auch der wirtschaftliche Aufschwung ganz von selber wieder ein. Für einen solchen Wiederaufstieg hatte Hitler kein Patentrezept zur Hand, stellte aber drei verschiedene Möglichkeiten in Aussicht: Eine sei die Gewinnung neuer Exportmärkte im klassisch-liberalen Sinn; als Nächstes erwähnte er die Stärkung des deutschen Binnenmarktes im Sinne der Kaufkrafttheorie, wie sie von den Sozialdemokraten befürwortet wurde; eine binnenwirtschaftliche Autarkie, die von den weiterhin auf den Weltmarkt orientierten Wirtschaftsführern befürchtet wurde, bezeichnete er als „nur sehr schwer“ realisierbar; als drittes nannte er die Eroberung von neuem Lebensraum, wie es in Wahrheit seiner in Mein Kampf festgehaltenen Programmatik entsprach.
Der britische Historiker Richard J. Evans verweist auf zwei Themen, die Hitler auffallenderweise nicht erwähnte: So ging er mit keinem Wort auf seinen glühenden Antisemitismus ein, und außerdem vermied er jede Aussage darüber, mit welchen konkreten Mitteln er im Falle einer Regierungsübernahme die Weltwirtschaftskrise zu bekämpfen gedenke.

## Rezeption
Die Veranstaltung galt lange als ein politischer Durchbruch für Hitler. Sie wird oft angeführt, um zu zeigen, dass die Großindustrie massiv zum Aufstieg der NSDAP beigetragen habe. Als Beleg werden oftmals die von Emery Reves bearbeiteten Memoiren Fritz Thyssens angeführt, in denen steht:

„Diese Rede machte einen tiefen Eindruck auf die versammelten Industriellen, und als Ergebnis floß eine Zahl von bedeutenden Zuwendungen aus den Quellen der Schwerindustrie in die Kassen der NSDAP … In den letzten Jahren vor der Machtergreifung leisteten die großen industriellen Verbände laufend Kontributionen.“

Der Mannesmann-Jurist Wolfgang Pohle, der in den Nürnberger Prozessen die Verteidigung der Ruhrindustrie organisierte, bewertete Hitlers Düsseldorfer Rede im Krupp-Prozess (Fall X) mehrfach „als blanken Mißerfolg für die nationalsozialistische Bewegung“, um jede Nähe zwischen Krupp und dem Nationalsozialismus abzustreiten. Diese Intention herrschte in den 1950er und 1960er Jahren auch in der vom Unternehmen selbst gesteuerten und geförderten bundesdeutschen Geschichtsschreibung zur Unternehmensgeschichte und zur Rolle der Industrie im Dritten Reich insgesamt vor, während oppositionelle Positionen aus den USA und der DDR sich in Westdeutschland nicht durchsetzen konnten.
Der Historiker Reinhard Neebe beurteilte die Rede 1981 als eine wichtige Stufe in der Anerkennung der nationalsozialistischen Bewegung durch die Schwerindustrie. Gustav Krupp von Bohlen und Halbach musste persönlich bei Karl Haniel intervenieren, um noch einen Platz für den Geschäftsführer des Reichsverbandes der Deutschen Industrie (RDI), Jacob Herle, zu erhalten. Krupps Argument, dass er als Vorsitzender des RDI und Leiter der Krupp-Unternehmungen „über derartige Fragen aufs Genaueste unterrichtet bleiben“ müsse, bedeutete laut Neebe „keine generelle Zustimmung zum Programm der NSDAP und implizierte für Krupp und die RDI-Führung auch nicht die endgültige Abwendung von Brüning, zeigte aber, daß der Nationalsozialismus inzwischen zu einem wichtigen Faktor in den strategischen Planungen der Großindustrie geworden war.“
Andere Forscher konnten in der Rede keinen größeren Erfolg Hitlers erkennen. Gerhard Schulz stellte bereits 1975 fest, die Wirkung der Rede sei nicht gewesen, „daß der Industrieclub ‚mit fliegenden Fahnen in das Lager Hitler‘ eilte“. Der amerikanische Historiker Henry Ashby Turner glaubte ebenfalls nicht, dass die Großunternehmer nach der Rede eine Machtübernahme Hitlers gewünscht hätten. Hitler sei es auch gar nicht darauf angekommen, sie auf seine Seite zu ziehen, sondern „daß er lediglich versuchte, die Großindustrie zu neutralisieren.“ Wie Thomas Trumpp herausgearbeitet hat, stießen insbesondere Hitlers antisozialistische Ausführungen auf Interesse der Zuhörer, die erhofften finanziellen Zuwendungen blieben allerdings aus. Der Publizist Andreas Schlieper hebt hervor, dass die NSDAP auch nach der Rede im politischen Kalkül der Spitzen der Industrie keine zentrale Rolle spielte. Sie favorisierten eine Rechtskonstellation, wenn auch nicht unbedingt mit der NSDAP, die sie glaubten, benutzen und dadurch auszehren zu können. Der Militärhistoriker Hans Erich Volkmann verweist darauf, dass die Unklarheit der Industriellen darüber, was die NSDAP nach einer Machtergreifung wirtschaftspolitisch konkret vorhatte, auch nach der Rede fortbestand. Nach Richard J. Evans waren die Industriellen von Hitlers Allgemeinplätzen „enttäuscht“, eine über Einzelfälle hinausgehende Finanzierung der NSDAP durch die Großindustrie sei nicht in Gang gekommen, was auch an der Fortsetzung der kapitalismuskritischen Agitation der Nationalsozialisten nach der Rede gelegen habe. Allerdings habe Hitler mit der Rede der NSDAP zusätzlich „ein ehrbares Gesicht“ gegeben, das es den Großindustriellen nach der Machtübergabe leichter gemacht habe, die Partei auch finanziell zu unterstützen.
Laut dem Historiker Karsten Heinz Schönbach sprach Hitler hauptsächlich über die Ursachen der wirtschaftlichen und politischen Krise Deutschlands und der Welt und stellte der Wirtschaft den „Wiederaufstieg“ zu einer Großmacht und einer wirtschaftlichen Expansion in Aussicht. Schönbach macht dazu auf die Übereinstimmung dieser Aussage Hitlers:

„Denn nicht die deutsche Wirtschaft eroberte die Welt und dann kam die deutsche Machtentwicklung, sondern auch bei uns hat erst der Machtstaat der Wirtschaft die allgemeinen Voraussetzungen für die spätere Blüte geschaffen.“

Der Geschäftsführer des Mitteleuropäischen Wirtschaftstages Max Hahn hatte geäußert, dass „die Stellung der deutschen Industrie in der Weltwirtschaft sich nicht halten kann“, wenn es nicht gelänge, den deutschen „Wirtschaftsraum zu erweitern“ – was nicht „ohne neue außenpolitische Machtentfaltung geleistet werden“ könne. Nach Schönbach brachte Hitler das Problem der deutschen Wirtschaft auf den Punkt, indem er erklärte:

„Unsere innere Lage hat damals mitgeholfen, das Weltbild zu gestalten, unter dem wir so sehr gelitten haben: Die Weltverteilung ohne Deutschland.“

Für den italienischen Professor Domenico Losurdo hat Hitler sich hier den Industriellen als „Vorkämpfer“ der White Supremacy präsentiert. Er zitiert dazu Hitlers Äußerungen in der Rede, das der Bolschewismus das Kolonialsystem und damit die Herrschaft der „weißen Rasse“ mit ihrem „angeborenem Herrengefühl“ bedrohe und dadurch die Zivilisation in eine tödliche Gefahr bringe. Deswegen müsse die „Herrenstellung der weißen Rasse“ mit „brutalster Rücksichtslosigkeit“  verteidigt werden.

## Textausgaben
- Adolf Hitler: Vortrag vor westdeutschen Wirtschaftlern im Industrie-Klub zu Düsseldorf am 27.[sic] Januar 1932. 1. Auflage Eher-Verlag, München [April] 1932 (30 S.; Grundlage späterer Ausgaben).
- Max Domarus: Hitler. Reden und Proklamationen 1932–1945. Band 1: Triumph. Halbband 1: 1932–1934. Süddeutscher Verlag, München 1965, S. 68 ff.
- Henry Ashby Turner (Hrsg.): Legende und Wirklichkeit. Hitlers Rede vor dem Düsseldorfer Industrie-Club am 26. Januar 1932. Industrie-Club, Düsseldorf 2001 (Sonderdruck, 73 S.).
- Rede vor dem Industrie-Club in Düsseldorf. In: Hitler. Reden, Schriften, Anordnungen. Februar 1925 bis Januar 1933. Band 4: Von der Reichstagswahl bis zur Reichspräsidentenwahl. Oktober 1930–März 1932. Teil 3: Januar 1932–März 1932. Hrsg. und kommentiert von Christian Hartmann. Saur, München 1997, ISBN 3-598-22005-7, S. 74–110 (wissenschaftliche Referenzedition).
- In: Hans Magnus Enzensberger u. a. (Hg.): Klassenbuch, 3. Ein Lesebuch zu den Klassenkämpfen in Deutschland 1920–1971. Sammlung Luchterhand sl 81, 1973, S. 77–79 (leicht gekürzt).